# Leptomastidea tecta
Leptomastidea tecta är en stekelart som beskrevs av Prinsloo 2001. Leptomastidea tecta ingår i släktet Leptomastidea och familjen sköldlussteklar. Inga underarter finns listade i Catalogue of Life.